# Křešice
Křešice település Csehországban, a Litoměřicei járásban. Křešice Trnovany, Liběšice, Terezín, Travčice, Polepy, Libotenice, Chodouny, Litoměřice, Býčkovice és Horní Řepčice településekkel határos. Lakosainak száma 1488 fő (2024. január 1.).

## Népesség
A település lakosságának változását az alábbi diagram mutatja:
| Lakosok száma | 1827 | 1792 | 2315 | 1735 | 1602 | 1386 | 1407 | 1405 | 1448 | 1488 |
|               | 1869 | 1890 | 1921 | 1950 | 1980 | 2001 | 2017 | 2019 | 2022 | 2024 |